# Cendrillon (film, 1923)
Pour les articles homonymes, voir Cendrillon (homonymie).
Pour plus de détails, voir Fiche technique et Distribution.
Cendrillon (titre original : Der verlorene Schuh) est un film allemand réalisé par Ludwig Berger sorti en 1923.
Il s'agit de l'adaptation du conte dans les versions des frères Grimm principalement, d'Ernst Theodor Amadeus Hoffmann et de Clemens Brentano.

## Synopsis
Dans cette histoire, l'héroïne principale s'appelle Marie von Cucoli. Son père veuf a une nouvelle épouse, la comtesse Benrat, qui a deux filles, Violante et Estella. Alors qu'elle traite ses propres filles comme des princesses, Marie subit désormais un traitement profondément négligé par la nouvelle maîtresse de maison.
M. von Cucoli est un petit mâle maigre et ne peut s'empêcher de dominer sa nouvelle épouse dominatrice. Il faut l'intervention résolue de la marraine de Marie pour mettre fin à la misérable existence de Marie avec son aide et celui de sa servante. Dès lors, la jolie fille a aussi de la chance en amour : lors d'un bal, elle rencontre le beau prince Anselme Franz, qui tombe immédiatement amoureux de Marie. Grâce à des pouvoirs magiques, les deux se réunissent et le régime de terreur de la comtesse Benrat et de ses deux filles gâtées prend fin brutalement.

## Fiche technique
- Titre : Cendrillon[2]
- Titre original : Der verlorene Schuh
- Réalisation : Ludwig Berger
- Scénario : Ludwig Berger
- Musique : Guido Bagier (de)
- Direction artistique : Rudolf Bamberger, Heinrich Heuser
- Costumes : Maria Willenz
- Photographie : Otto Baecker (de), Günther Krampf
- Production : Erich Pommer
- Société de production : Decla-Bioskop, UFA
- Société de distribution : UFA
- Pays de production :  République de Weimar
- Langue : allemand
- Format : Noir et blanc - 1,33:1 - 35 mm
- Genre : Fantasy
- Durée : 50 minutes
- Dates de sortie :
  - Allemagne : 5 décembre 1923.
  - Finlande : 16 mars 1924.
  - France : 19 décembre 1924.

## Distribution
- Helga Thomas (de) : Marie von Cucoli
- Paul Hartmann : le prince héritier Anselm Franz
- Max Gülstorff : M. von Cucoli
- Lucie Höflich : la comtesse Benrat, la seconde épouse de Cucoli et marâtre de Marie
- Mady Christians : Violante Benrat, sa première fille
- Olga Tschechowa : Estella Benrat, sa deuxième fille
- Frida Richard : la marraine de Marie
- Hermann Thimig : le baron Steiß-Steißling, adjudant
- Leonhard Haskel (de) : le prince Habakuk XXVI.
- Emilie Kurz : la princesse Aloysa
- Werner Hollmann (de) : le comte Ekelmann, maréchal de la cour
- Gertrud Eysoldt (de) : la Rude, une mauvaise femme
- Georg John : Jon, le majordome
- Paula Conrad-Schlenther (de) : princesse Anastasia
- Karl Eichholz : Franz, un vieux majordome

## Production
Cendrillon est tourné de fin avril à octobre 1923 dans les studios UFA et en plein air à Neubabelsberg.

## Source de traduction
- (de) Cet article est partiellement ou en totalité issu de l’article de Wikipédia en allemand intitulé « Der verlorene Schuh » (voir la liste des auteurs).